# Bronisław Malinowski
Bronisław Kasper Malinowski (7. dubna 1884 Krakov – 16. května 1942 New Haven, USA) byl polský a britský antropolog, sociolog a etnograf, zakladatel funkcionalistické školy ve společenských vědách a tvůrce teorie potřeb.
Někdy je považován za zakladatele metody zúčastněného pozorování, tuto metodu však pouze rozvinul. Jako první ji totiž použil Frank Hamilton Cushing.

## Život
Malinowski se narodil v Krakově, kde dospíval v prostředí tamější polské inteligence (velké přátelství s Stanisławem I. Witkiewiczem "Witkacym", kamarádství s Leonem Chwistkiem, Tadeuszem Szymberským a Kazimierou Żuławskou). Jeho otec Lucjan Malinowski, tvůrce polské dialektologie a proslulý folklorista, působil na Jagellonské univerzitě v Krakově. Zde také Malinowski zahájil svá vysokoškolská studia. Pozornost zpočátku soustředil na matematiku a fyziku, postupně však rozšířil spektrum zájmů o filozofii, výtvarné umění a literaturu.
Zájem o antropologii v něm probudila kniha Jamese G. Frazera Zlatá ratolest, jejíž druhé vydání (1900) náhodou zahlédl v jednom z krakovských antikvariátů. Koncem roku 1909 zahájil Malinowski své studijní cesty po Evropě. Ve Vídni navštěvoval přednášky Ernsta Macha, v Lipsku se stal posluchačem Karla Büchera a Wilhelma M. Wundta. V Paříži se zájmem sledoval přednášky Émile Durkheima, jehož kniha Společenská dělba práce (1893) měla zásadní vliv na vznik jeho teorie funkcionalismu. V roce 1910 Malinowski přijel do Anglie, kde pokračoval ve studiu etnologie a sociologie na London School of Economics (1910-1914) pod vedením Edvarda Westermarcka a Ch. S. Seligmana. V této době navázal kontakty s předními britskými antropology: Jamesem G. Frazerem, Alfredem C. Haddonem, Williamem H. R. Riversem a Graftonem E. Smithem. Na kongresu v Melbourne se osobně setkal se zakladatelem strukturálně funkcionalistické školy - Alfredem R. Radcliffe-Brownem.
V roce 1914 Malinowski odcestoval na výzkum do Melanésie (Tichomoří), který financoval Robert Monde. Zde byl jeho prvním cílem ostrov Toulon, ležící u jihovýchodního pobřeží Nové Guineje, kde zahájil svůj první terénní výzkum kmene Mailu. Po šesti měsících se přesunul na Trobriandské ostrovy, asi 160 km severovýchodně od Nové Guineje. Zde v průběhu let 1915 až 1918 strávil dvacet šest měsíců intenzivní práce mezi domorodci. Svůj stan si postavil uprostřed malé domorodé vesničky. Život zde byl pro něj z počátku velmi těžký. Vypovídající hodnotu o tomto období má deník, který si vedl do smrti své matky (1918), jejíž skon ho velmi zasáhl. Zdravotní problémy měl již od narození, v novém klimatickém prostředí byl však až příliš často nemocen. Z počátku také neznal místní jazyk, ovšem ihned si našel tlumočníka a po šesti měsících zvládl základy zdejšího jazyka do té míry, že již tlumočnické služby nepotřeboval. Kromě práce s informátory Malinowski využíval při sběru dat především metodu zúčastněného pozorování. Aktivně se zapojil do každodenního života. Přitom zaznamenával zdejší zvyky a pozorně naslouchal vyprávěním mýtů, anekdot, vtipů i místních klepů. Výsledky tohoto terénního výzkumu publikoval ve čtyřech zásadních monografických pracích, jež jej proslovily v odborných kruzích i mezi laickou veřejností: Argonauti západního Pacifiku (1922), Zločin a zvyk v divošské společnosti (1926) Sexuální život divochů v jihozápadní Melanésii (1929) a Korálové zahrady a jejich magie (1935).
V roce 1919 se Malinowski (6. března v Melbourne) oženil s Elsie Rosaline Massonovou, dcerou profesora chemie na univerzitě v Melbourne. Spolu měli tři dcery - Jozefu, Wandu a Helenu. V roce 1924 však byla Elsie diagnostikována roztroušená skleróza a toto onemocnění vedlo k její smrti v roce 1935.
Mezitím úspěch Argonautů západního Pacifiku Malinowskému doslova otevřel bránu akademické kariéry. V roce 1920, po svém návratu z Melanésie, začal opět pracovat na London School of Economics and Political Science, současně přednášel v Ženevě, Vídni, Římě a Oslu. V roce 1927 se stal vedoucím katedry sociální antropologie na Londýnské univerzitě, kterou tam pro něj vytvořili. Mezí účastníiky jeho přednášek a seminářů patřili později proslulí antropologové jako byli Edmund R. Leach, Raymond W. Firth, Mayer Fortes a další.
V roce 1938 Malinowski odjel na studijní dovolenou do USA. Když se měl vrátit do Evropy, vypukla druhá světová válka a Malinowski na doporučení přátel zůstal v Americe. Jeho knihy byly zapsány na Goebbelsově indexu zakázaných děl. Vedle výuky na Yale University zahájil výzkumy mezí indiány v Arizoně i mexické Oaxace. Znovu se oženil. Jeho manželkou se stala Anna Valetta Hayman-Joyce, malířka známá pod uměleckým jménem Valetta Swann. Ta mu pomáhala s výzkumy v Mexiku a motivovala ho k napsání poslední knihy. Posmrtně vydaná knížka nese název Svoboda a civilizace (1941). Malinowski měl velké plány a připravoval další výzkumy na americké půdě. V tom mu však zabránila v roce 1942 náhlá smrt.

## Dílo
Práce Argonauti západního Pacifiku se stala manifestem funkcionalismu. Jejím centrálním tématem je analýza výměnného systému kula. Obřadný obchod kula praktikovali domorodci obývající prstenec ostrovů v blízkosti východního cípu Nové Guineje. Účastníci slavnosti se na kánoích plavili od ostrova k ostrovu, na vzdálenost mnoha mil, a vezli s sebou červené lasturové náhrdelníky "soulava" a náramky z bílých mušlí "mwali". Tradiční pravidla vyžadovala, aby náhrdelníky kolovaly po směru hodinových ručiček, zatímco náramky proti směru hodinových ručiček. Při setkání docházelo k slavnostní výměně těchto předmětů. Malinowski odhalil, že ekonomický význam obchodu Kula není tím nejdůležitějším. Důležitou úlohu v této instituci zaujímá magie.

### Teorie potřeb
Východiskem Malinowského koncepce člověka, společnosti a kultury je teorie potřeb. Malinowski zpočátku rozlišoval tři typy nebo úrovně potřeb. Existují ve všech kulturách a proto je lze považovat za univerzální.
1. První úroveň tvoří základní (biologické) potřeby,
2. druhý typ představují potřeby instrumentální a
3. třetí typ reprezentují potřeby symbolické a integrativní.

Celé schéma má hierarchický charakter, ve kterém zaujímají klíčovou pozici základní potřeby a procesy jejich uspokojování.
Mezí základní potřeby zahrnuje biologické požadavky lidského organismu, jako je metabolismus, reprodukce, tělesné pohodlí, bezpečnost, odpočinek, pohyb a růst. Jednotlivým biologickým potřebám odpovídají kulturní reakce: zásobování, příbuzenské systémy, úkryt a oblečení, ochrana a obrana, organizovaný odpočinek a zábava, školení v dovednostech. Uspokojování základních potřeb prostřednictvím kultury vyvolalo vznik sekundárních kulturních potřeb a lidské chování tak bylo podrobeno novým imperativům a determinancím. Instrumentální potřeby vznikly z nutnosti dále rozvíjet výrobu, zabezpečit udržení společenského pořádku, zajistit předání kulturní tradice další generaci a udržovat mocenskou autoritu. Kulturní reakce odpovídající těmto imperativům a mají podobu ekonomiky, sociální kontroly, výchovy a politické organizace. Symbolické a integrativní potřeby vyplývají z existence systému myšlení a víry a způsobů jejich předávání. Odpověď na tyto potřeby poskytují věda, náboženství, magie, umění, hry, obřady.
Malinowski později modifikoval teorii potřeb a vynechal symbolickou a integrativní úroveň. Podle modifikované teorie existují jenom dva typy potřeb: základní (biologické) a instrumentální (kulturní).

### Malinovského pojem instituce
Podle Malinowského je uspokojování potřeb realizováno prostřednictvím organizovaných činností, které se sdružují v celé systémy - instituce. Malinowski jako jeden z prvních rozpracoval problematiku studia institucí v společenských vědách. Pokud zkoumáme sociokulturní realitu prostřednictvím institucionální analýzy, pak kultura vystupuje jako systém, který se skládá z částečně autonomních a částečně koordinovaných institucí. V tomto pojetí kultury tedy instituce vystupují jako část celku, jako základní prvky kulturního systému.